# Franciszek Kociemski
Franciszek Kociemski (ur. 20 marca 1916 w Kutnie, zm. 14 listopada 1991) – polski ekonomista i działacz komunistyczny, poseł na Sejm PRL VI kadencji.

## Życiorys
Syn Adama i Wiktorii. Pobierał naukę w Wojewódzkiej Szkole PZPR w Pabianicach (w 1949), na Dwumiesięcznym Kursie przy KC PZPR w Warszawie, w Studium Zaocznego Dwuletniej Szkoły Partyjnej przy KC PZPR w Warszawie (1953–1957) i w Wyższej Szkole Nauk Społecznych przy KC PZPR (1958–1961, uzyskał wykształcenie wyższe ekonomiczne).
W latach 1937–1939 i od 1945 należał do Związku Zawodowego Kolejarzy, a do Związku Walki Młodych od 1 kwietnia 1945 do 1 czerwca 1947. Do Polskiej Partii Robotniczej wstąpił 1 października 1945, a po zjeździe zjednoczeniowym w grudniu 1948 znalazł się w szeregach Polskiej Zjednoczonej Partii Robotniczej. Od początku przynależności do PPR do kwietnia 1949 pełnił funkcję sekretarza koła (w PPR) i podstawowej organizacji partyjnej (w PZPR) przy stacji Polskich Kolei Państwowych w Strzelcach. W 1949 podjął pracę w aparacie partyjnym PZPR. W tymże roku pełnił jednocześnie funkcje I sekretarza Komitetu Kolejowego węzła PKP w Kutnie, członka egzekutywy Komitetu Powiatowego w Kutnie i zastępcy członka Komitetu Wojewódzkiego w Łodzi. W latach 1949–1956 pełnił liczne funkcje w wydziale komunikacji KW (m.in. instruktora i kierownika). Kierował także wydziałem ekonomicznym KW (1961–1966; od 1957 do 1958 był tam zastępcą kierownika). W latach 1958–1961, studiując w WSNS, zasiadał w Komitecie Uczelnianym i w egzekutywie oddziałowej organizacji partyjnej. Był także prezesem Wojewódzkiego Związku Gminnych Spółdzielni w Łodzi, poza aparatem partyjnym pracował od czerwca 1966 do października 1968. Od października 1968 do marca 1972 był sekretarzem ekonomicznym KW, a od 1969 był członkiem jego egzekutywy. W 1972 uzyskał mandat posła na Sejm PRL w okręgu Tomaszów Mazowiecki. Zasiadał w Komisji Prac Ustawodawczych oraz pełnił funkcję przewodniczącego Komisji Handlu Zagranicznego.
Pochowany 18 listopada 1991 na cmentarzu Doły w Łodzi.

## Odznaczenia
- Order Sztandaru Pracy II klasy
- Krzyż Kawalerski Orderu Odrodzenia Polski
- Złoty Krzyż Zasługi
- Medal 10-lecia Polski Ludowej
- Medal „Za zasługi dla obronności kraju”